# Turmakhad
Turmakhad (nep. तुर्माखाँद) – gaun wikas samiti w zachodniej części Nepalu w strefie Seti w dystrykcie Achham. Według nepalskiego spisu powszechnego z 2011 roku liczył on 762 gospodarstwa domowe i 4057 mieszkańców (2097 kobiet i 1960 mężczyzn).